# 2-Propanoil-3-(4-izopropilfenil)-tropan
2-Propanoil-3-(4-izopropilfenil)-tropan (WF-31, PIT) je analog kokaina koji deluje kao inhibitor ponovnog preuzimanja serotonin-noradrenalina-dopamina (SNDRI). Istraživanja pokazuju da je WF-31 otprilike deset puta jači od kokaina u vezivanju za transporter serotonina i inhibiciji njegovog ponovnog preuzimanja.